# Кёсеги, Миклош (епископ Дьёра)
Миклош (Николас) Кёсеги (венг. Kőszegi Miklós; 1282 — апрель/июль 1336) — венгерский церковный и государственный деятель, епископ Дьёра (1308—1336). Внебрачный сын могущественного магната Ивана Кесеги. Его двойственные отношения с мятежной семьей Кесеги омрачили большую часть его правления в качестве епископа. Его духовная карьера достигла своего пика благодаря давлению и влиянию его родни, но позднее он поддерживал короля Венгрии Карла I, несмотря на недоверие последнего.

## Ранняя жизнь
Согласно письму папы римского Климента V, Миклош был незаконнорожденным потомком семьи Кесеги. Его происхождение неизвестно. Первоначально историк XIX века Антал Пур считал, что он был сыном Ивана Кесеги (? — 1308), затем изменил свою точку зрения и утверждал, что его отцом был Грегори (? — 1297), сын Ивана. Генеалог Пал Энгель поместил его имя на генеалогическом древе как сына брата Ивана, другого могущественного олигарха Хенрика Кесеги, но без объяснения и ссылки. Исключая Грегори из-за приблизительного возраста, биограф Миклоша Адам Вайк утверждал, что его епархия находилась на территории Ивана Кесеги, который правил Западной Трансданубией на рубеже XIII и XIV веков. Соответственно, Миклош был сводным братом Грегори и Яноша Волка, предка рода Бернштейн.
Миклош Кесеги родился в 1282 году. Где-то после 1299 года он становился настоятелем коллегиального капитула церкви Святого Адальберта в Дьёре. Он был назван магистром, когда занимал должность вице-канцлера в 1307 году при дворе Оттона Баварского, одного из претендентов на венгерский престол после пресечения династии Арпадов. Карьерный рост Миклоша Кесеги был обусловлен влиянием его семьи и богатством в регионе, которые де-факто управляли своей провинцией независимо от королевской власти к тому времени и намеревались приобрести церковные земли, чтобы расширить свое господство в графствах Дьер и Шопрон.

## Епископ Дьёра

### В тени своей семьи
Миклош Кесеги был единогласно избран епископом Дьера местным соборным капитулом между маем и октябрем 1308 года, после смерти его предшественника Теодора Тенгерди . Несмотря на мнение некоторых ученых, его избрание состоялось без какого-либо прямого давления со стороны Кесеги. Современники, в том числе папский легат Джентиле Портино да Монтефьоре, не ставили под сомнение легитимность его избрания в ближайшие годы, хотя это могло быть признаком политической гибкости. Миклош Кёсеги провел следующие месяцы в сопровождении папского легата, прибывшего в Буду к 2 ноября 1308 года. Миклош Кесеги присутствовал на сейме 27 ноября 1308 года, когда Карл Роберт был единогласно провозглашен королем Венгрии. Он также участвовал во второй коронации Карла Роберта 15 июня 1309 года, также представляя свою семью. Его папское выдвижение продвигалось только после заключения договора между Карлом I Робертом и Хенриком Кесеги 4 июня 1309 года (Иван Кесеги к тому времени уже умер), когда члены семьи, в том числе епископ Миклош, приняли присягу на верность новому королю. Одним из условий, выдвинутых Хенриком для присяги на верность королю, было сохранение за семьей епископства Дьера через его племянника Миклоша. После этого папа римский Климент V подтвердил его избрание 28 июля 1310 года. Папа римский также определил его сервитутскую коммуну в 800 золотых флоринах. Между мартом и июлем 1311 года Миклош Кесеги был посвящен в сан епископа Томасом, архиепископом Эстергома.
В январе 1312 года епископ Миклош Кесеги был в числе тех членов семьи, которые вступили в союз с домом Габсбургов в Фюрстенфельде 23 января 1312 года. В последующие годы Миклош Кесеги много времени проводил при венгерском королевском дворе. Около октября 1313 года Карл I Роберт пожаловал ему титул пожизненного ишпана графства Дьёр. Он считался сторонником королевской власти, и его епархия стала важным плацдармом против провинции могущественного олигарха Матуша Чака. Согласно историку Адаму Вайку, епископ Кесеги выполнял функции представителя семьи Кёсеги в королевском суде. Однако Карл Роберт намеревался сокрушить олигархические провинции и, среди прочего, начал кампанию против рода Кесеги в Трансданубии и Славонии в первой половине 1316 года. Местные дворяне присоединились к королевским войскам, что способствовало быстрому падению власти Кесеги в южных частях их владений. В течение всего 1317 года Андраш Кесеги потерял Дьёр, Мошон и графства Шопрон с их замками. Епископ Миклош Кёсеги держался в стороне от конфликта. Он присутствовал при осаде Комарома в ноябре 1317 года, когда Карл I Роберт успешно захватил крепость у Матуша Чака. После того, как Карл пренебрег возвращением церковной собственности, которую Матуш Чак захватил силой, прелаты королевства, включая Миклоша Кесеги, заключили союз в Калоче в марте 1318 года против всех, кто поставил бы под угрозу их интересы. По их требованию Карл Роберт провел летом сейм, но отказался утвердить Золотую буллу 1222 года.
Миклош Кесеги не присутствовал на встрече прелатов в Апоштаге в июле 1318 года и на последующем вышеупомянутом сейме. Он издавал свои грамоты в Сомбатхее с апреля по июль. К этому времени Карл Роберт Анжуйский конфисковал у епархии замок Дьёр и передал его Паулю Надьямартони (? — 1351), который был назначен ишпаном графства Дьёр. Предполагается, что Карл Роберт принял во внимание стратегическое значение форта против Матуша Чака и его вероломного и мятежного родства с епископом, когда принял это решение. Миклош Кесеги протестовал против этого шага при папском дворе, но безуспешно. Когда Андраш Кесеги во второй раз восстал против короля Карла в первой половине 1319 года, королевские войска захватили шесть крепостей Кесеги в течение месяца, эффективно уничтожив их олигархический доминион. Епископ Дьёра Миклош Кесеги не присоединился к неудавшейся попытке своего племянника, а остался сторонником Карла и прервал все отношения со своей семьей. Он присутствовал на сейме в Секешфехерваре в ноябре 1320 года. К тому времени он уже вернулся в замок Дьёр. Он провел несколько месяцев в столице Темешваре (современный Тимишоара, Румыния) в последующие годы. Например, он помогал посвящению в сан Чанада Телегди там в январе 1323 года.
Из-за интриг выяснилось, что его отец Иван Кесеги был женат, когда он родился. Поэтому Кесеги обратился к папе римскому Иоанну XXII с просьбой освободить его от этого подозрения в первой половине 1325 года. Папа римский предоставил это освобождение 30 июля. В следующем году появились сообщения о разграблении и захвате некоторых земель и поместий его епархии, а также соседней епархии Пассау. По просьбе Кесеги папа Иоанн в январе 1327 года передал Дьерскую епархию под покровительство Святого Престола. Папа римский также назначил Хенрика, епископа Веспрема, защитником Кесеги («хранителем») в июне с целью восстановления благотворительности епархии. По словам Адама Вайка, сводный брат Николая Янош Волк стоял за нападениями на епархию Дьера. Соответственно, он передал Святейшему Престолу частную информацию о происхождении епископа, чтобы лишить его должности, и занял Сомбатхей и другие епископские поместья в графстве Ваш. Вполне вероятно, что он обратился против Миклоша в связи с другим открытым восстанием Кёсеги в 1327 году, к которому епископ отказался присоединиться.

### Церковные дела
После падения власти Миклоша Кесеги его отношения с королем Карлом I нормализовались. Большую часть времени он проводил при королевском дворе в Вышеграде. Он был одним из основателей Ордена Святого Георгия 24 апреля 1326 года, первого светского рыцарского ордена в мире. Он присутствовал на провинциальном синоде в Эстергоме 8 ноября 1326 года, где выступал в качестве арбитра в судебном процессе между Болеславом Эстергомским и Хенриком Веспремским. Миклош Кесеги и Миклош Дёрёгди представляли интересы архиепископа, в то время как Чанад Телегди и Иоанн, архидиакон Хонта, были назначены доверенными лицами Хенрика. С 1326 по 1331 год Кесеги выступал в качестве судьи наряду с судьей королевской семьи Александром Кецским, а затем Палем Надьямартони несколько раз. Миклош Кесеги подписал мирный договор между Карлом Робертом и тремя герцогами австрийскими в Брукк-ан-дер-Лайта 21 сентября 1328 года. Он созвал генеральное собрание в графстве Ваш в июле 1330 года по просьбе короля.
После введения в Вене складочного парва после 1312 года был создан новый коммерческий маршрут из Буды в Прагу через Братиславу и Брно, чтобы позволить купцам, путешествующим между Венгрией и Священной Римской империей в обход Вены, город Дьёр оказался отдален от торговых путей. Это также отрицательно сказалось на доходах епископства. В дополнение к своей servitium commune содержание двора папского легата Джентиле в первые годы также увеличило расходы Миклоша Кесеги, который, по сравнению с другими епископами, внес значительный вклад в это из-за его временного, нестабильного политического статуса. До 1326 года, скорее всего между 1311 и 1314 годами, Миклош Кесеги построил замок Ферторакош (бывший епископский особняк на его месте был разрушен местными бюргерами Шопрона в 1311 году). В последующие годы Миклош Кесеги имел несколько конфликтов и судебных исков с городом Шопрон. Он оспаривал установленные границы между Пагьей и Ферторакошем, в то время как ему также было предъявлено обвинение в том, что он незаконно оккупировал Меггеш (современный Мербиш-ам-Зе в Австрии) у бюргеров. До 1321 года он захватывал винную десятину Нюля, которая принадлежала собственности аббатства Баконибель. Однако он вернул его по просьбе архиепископа Эстергома Томаша. Для того, чтобы сосредоточить земли епископства в графствах Дьёр и Шопрон, он обменял несколько земель с кланом Печ. Он также купил рыбные пруды и земли в Дьирмоте (сегодня это район в Дьёре).
После 1331 года Миклош Кесеги удалился в свою епархию и постепенно потерял влияние при королевском дворе. Весной 1335 года он перенес оккупацию своей резиденции королем Карлом, который конфисковал замок Дьер для оказания давление на пожилого епископа и его соборный капитул, чтобы обеспечить преемственность его незаконнорожденного сына Коломана (1317—1375) в качестве епископа Дьера. В январе 1336 года кланы Бабоничи и Кёсеги заключили союз с герцогами Австрии против короля Венгрии Карла Роберта, но Миклош Кесеги не участвовал в заговоре. В результате соглашения Кесеги вернул себе свои поместья за пару месяцев до своей смерти, в конце весны-начале лета 1336 года.